# 錦辺莉沙
錦辺 莉沙（にしきべ りさ、2004年4月9日 - ）は、日本のタレントである。
ギュラ・キッズ所属。2013年まではNEWSエンターテインメントに所属していた。

## 出演

### テレビドラマ
- 七人の敵がいる! 〜ママたちのPTA奮闘記〜（2012年、東海テレビ） - 6歳の小原日向 役
- リーガル・ハイ第5話（2012年、フジテレビ） - 向井の娘 役
- 警視庁捜査一課9係 season7（2012年、テレビ朝日） - 香奈 役
- 土曜ワイド劇場「はみだし弁護士・巽志郎」（2012年10月20日、テレビ朝日） - 里奈（幼少期） 役
- 土曜ワイド劇場「西村京太郎トラベルミステリー山形新幹線つばさ129号の女」（2012年11月3日、テレビ朝日） - 遠藤美香 役
- ガリレオ第2シーズン1話（2013年4月15日、フジテレビ） - 施設の子供 役
- 世にも奇妙な物語'13春の特別篇 階段の花子（2013年5月11日、フジテレビ） - 青井さゆり 役
- サザエさん4（2013年12月1日、フジテレビ） - 磯野ワカメ 役
- 月曜ミステリーシアター 警部補・杉山真太郎〜吉祥寺署事件ファイル 第9話（2015年、TBS）
- 刑事7人 第1話（2015年7月15日、テレビ朝日） - 高田真奈美 役
- 仮面ライダーゴースト 第31話（2016年5月15日、テレビ朝日） - 八王子美穂（幼少期） 役

### CM
- 「しあわせ青汁」
- バンダイ「プリキュアチョコイチゴボール」
- パーパス「Ecoジョーズ（給湯器）/harmonyシリーズ
- ヤマハリゾート「つま恋」
- 「ECCジュニア」
- 「家サイト」

### DVD
- 交通安全協会 片岡良子役
- 「2ちゃんねるの呪い 4」メリーさんの電話 ともこ役

### スチール
- ザ・レジデンス千葉ニュータウン中央 子供役
- Panasonic
- プラハピ！
- VIERA×日経BP誌
- バンビランドセル
- 「夢情報」西松屋 - 子供用浴衣モデル
- ハースト婦人画報社「美しいキモノ」
- 東條フォトスタジオ 七五三